# Herbert Fleissner
Herbert Fleissner (* 2. Juni 1928 in Eger, Tschechoslowakei; † 25. November 2016 in München) war ein deutscher Jurist und Verleger.

## Leben
Herbert Fleissner wurde 1928 als Sohn eines Bankbeamten in Eger geboren und besuchte dort die Volksschule und das Gymnasium. Nach der Vertreibung aus dem Sudetenland – er wurde 1945 bei einer Razzia festgenommen, ins Lager Sankt Joachimsthal deportiert, bevor er in die Steiermark fliehen konnte – und dem Abitur in Salzburg 1947 studierte Fleissner Rechtswissenschaften an der Universität Innsbruck. Er wurde 1952 zum Dr. jur. promoviert. Während seines Studiums wurde er 1951 Mitglied der Burschenschaft Suevia.
Seit 1984 war Fleissner im Vorstand der Sudetendeutschen Landsmannschaft. 2010 wurde er in das Präsidium des Sudetendeutschen Rates gewählt. Er war Mitglied im Witikobund sowie der CSU. 2004 erhielt Herbert Fleissner den ersten Gerhard-Löwenthal-Ehrenpreis für sein Lebenswerk, vergeben von der Förderstiftung Konservative Bildung und Forschung (FKBF). 2008 wurde ihm die Ulrich-von-Hutten-Medaille der Gesellschaft für freie Publizistik, nach Einschätzung des Bundesamtes für Verfassungsschutz die größte rechtsextreme Kulturvereinigung in Deutschland, verliehen.
Herbert Fleissner lebte und arbeitete in München. Er war mit Gisela Fleissner verheiratet und hatte vier Kinder, Brigitte, Michael, Richard und Georg.

## Wirken
Herbert Fleissner war ein Buchverleger, der in seinen Verlagen bedeutende Autoren unterschiedlichster Couleur sowie Biografien berühmter Persönlichkeiten aus Politik und Kultur veröffentlichte. Er veröffentlichte Bücher, weil er politisch mitgestalten wollte. Zu den in Fleissners Unternehmen verlegten Autoren gehörten u. a. Ephraim Kishon, Friedrich Torberg, Stefanie Zweig, Alexander Solschenizyn, Selma Lagerlöf, Ernst Nolte, Joachim Fernau, Hellmut Diwald, Nahum Goldmann, Willy Brandt und Simon Wiesenthal. Herbert Fleissner war der einzige Großverleger in Deutschland, der auch Bücher von ehemaligen NS-Autoren in nennenswertem Umfang verlegte. Auch innerhalb der Vertriebenenpublizistik nahm Fleissner eine führende Stellung ein und ließ zahlreiche Bücher mit Erinnerungen an die ehemaligen deutschen Ostgebiete veröffentlichen. Selbst für Brancheninsider war seinerzeit kaum auszumachen, welche Verlage Fleissner, dem „Meister der Kooperation“, selbst gehörten und welche mit seinem Konzern nur kooperierten.
1952 gründete er in München einen Buchversand und einen literarischen Verlag. Hinzu kamen 1962 der Amalthea-Verlag, 1966 der Herbig-Verlag, 1967 der Langen Müller Verlag, 1974 der Nymphenburger Verlag und terra magica. 1984 wurde die so entstandene Verlagsgruppe mit den Verlagen Ullstein/Propyläen der Axel-Springer-Gruppe bis 1996 zusammengeschlossen und auf Wunsch des Springer-Vorstandsvorsitzenden Peter Tamm von Herbert Fleissner geleitet. Im September 2004 zog sich Herbert Fleissner nach über 40 Jahren aus der aktiven Geschäftsführung der Verlage zurück. Die Tochter Brigitte Fleissner-Mikorey übernahm 2004 die Leitung der Verlagsgruppe LangenMüller Herbig nymphenburger terra magica in München. Der Sohn Michael Fleissner ist Geschäftsführer des Kosmos und des Belser Verlages in Stuttgart. Diese beiden Buchverlage sowie die im Frühjahr 2017 von München nach Stuttgart übergesiedelten Verlage Langen Müller Herbig, Nymphenburger und terra magica sind unter dem Dach der Franckh Mediengruppe zusammengefasst.

## Ehrungen und Auszeichnungen
- 1974: Adalbert-Stifter-Medaille
- 1989: Österreichisches Ehrenkreuzes für Wissenschaft und Kunst
- 1989: Ehrenplakette des Bundes der Vertriebenen
- 1994: Großer Sudetendeutscher Kulturpreis der Sudetendeutschen Landsmannschaft
- 2004: Gerhard-Löwenthal-Ehrenpreis der Förderstiftung Konservative Bildung und Forschung
- 2008: Ulrich-von-Hutten-Medaille der Gesellschaft für freie Publizistik
- Goldene Verdienstmedaille des Egerer Landtags
- Ehrenzeichen für Verdienste um das Land Wien